# Glycyphana parvula
Glycyphana parvula är en skalbaggsart som beskrevs av Moser 1914. Glycyphana parvula ingår i släktet Glycyphana och familjen Cetoniidae. Inga underarter finns listade i Catalogue of Life.